# Muş
Muş là một thành phố tỉnh lị của tỉnh Muş, Thổ Nhĩ Kỳ. Thành phố có diện tích 2604 km² và dân số thời điểm năm 2007 là 167978 người, mật độ 65 người/km².